# Klei Entertainment
Klei Entertainment — незалежна студія розробки відеоігор, що знаходиться у Ванкувері. Розробляє відеоігри для Microsoft Windows і Xbox 360 (Xbox Live Arcade). Компанія відома за відеоіграми Don't Starve, Invisible, Inc. і Oxygen Not Included.

## Розроблені відеоігри
| Рік  | Назва                 | Платформи | Платформи | Платформи | Платформи | Платформи | Платформи | Платформи | Платформи | Платформи | Платформи | Зауваження               |
| Рік  | Назва                 | Lin       | Mac       | Win       | NDS       | PS3       | PS4       | X360      | PSP       | Vita      | iOS       | Зауваження               |
| ---- | --------------------- | --------- | --------- | --------- | --------- | --------- | --------- | --------- | --------- | --------- | --------- | ------------------------ |
| 2006 | Eets                  | Ні        | Так       | Так       | Ні        | Ні        | Ні        | Ні        | Так       | Ні        | Ні        |                          |
| 2008 | N+                    | Ні        | Ні        | Ні        | Так       | Ні        | Ні        | Так       | Так       | Ні        | Ні        | Тільки рушій             |
| 2010 | Sugar Rush            | Ні        | Ні        | Так       | Ні        | Ні        | Ні        | Ні        | Ні        | Ні        | Ні        | Скасовано                |
| 2010 | Shank                 | Так       | Так       | Так       | Ні        | Так       | Ні        | Так       | Ні        | Ні        | Ні        |                          |
| 2012 | Shank 2               | Так       | Так       | Так       | Ні        | Так       | Ні        | Так       | Ні        | Ні        | Ні        |                          |
| 2012 | Mark of the Ninja     | Так       | Так       | Так       | Ні        | Ні        | Ні        | Так       | Ні        | Ні        | Ні        |                          |
| 2012 | Torchlight II         | Ні        | Ні        | Так       | Ні        | Ні        | Ні        | Ні        | Ні        | Ні        | Ні        | Тільки кінематичні сцени |
| 2013 | Don't Starve          | Так       | Так       | Так       | Ні        | Ні        | Так       | Ні        | Ні        | Так       | Ні        |                          |
| 2014 | Eets Munchies         | Так       | Так       | Так       | Ні        | Ні        | Ні        | Ні        | Ні        | Ні        | Так       |                          |
| 2015 | Invisible, Inc.       | Ні        | Так       | Так       | Ні        | Ні        | Ні        | Ні        | Ні        | Ні        | Так       |                          |
| 2016 | Don't Starve Together | Так       | Так       | Так       | Ні        | Ні        | Так       | Так       | Ні        | Ні        | Ні        |                          |
| 2017 | Oxygen Not Included   | Так       | Так       | Так       | Ні        | Ні        | Ні        | Ні        | Ні        | Ні        | Ні        |                          |
| 2018 | Griftlands            | Ні        | Ні        | Так       | Ні        | Ні        | Ні        | Ні        | Ні        | Ні        | Ні        |                          |
| TBA  | Hot Lava              | Так       | Так       | Так       | Ні        | Ні        | Ні        | Ні        | Ні        | Ні        | Ні        |                          |